# Robert Falcon Scott
Robert Falcon Scott (født 6. juni 1868 i Plymouth, England, død 29. marts 1912 på Rossbarrieren, Antarktis) var en britisk opdagelsesrejsende. Han ledede 1901-04 Discovery-ekspeditionen til Antarktis, hvor han bl.a. undersøgte Rosshavet.
I 1910 drog han på endnu en sydpolarekspedition, Terra Nova-ekspeditionen, hvor han på slæde sammen med fire ledsagere nåede Sydpolen en måned efter Roald Amundsen. På tilbagerejsen omkom han og hans mænd. 12. november 1912 fandt et eftersøgningshold resterne af Scott og hans ledsagere.
Scotts dagbog blev ligeledes fundet af eftersøgningsholdet, som kunne konstatere, at der sidst var blevet skrevet i den 29. marts 1912. Notaterne blev udgivet posthumt i 1913, og originalerne er arkiverede hos British Library.